# Kunzea similis
Kunzea similis är en myrtenväxtart som beskrevs av Toelken. Kunzea similis ingår i släktet Kunzea och familjen myrtenväxter.

## Underarter
Arten delas in i följande underarter:
- K. s. mediterranea
- K. s. similis